# Cassiopea mertensi
Cassiopea mertensi is een schijfkwal uit de familie Cassiopeidae. De kwal komt uit het geslacht Cassiopea. Cassiopea mertensi werd in 1838 voor het eerst wetenschappelijk beschreven door Brandt. 